# 薩多拉斯鎮區 (伊利諾伊州尚佩恩縣)
薩多拉斯鎮區（英語：Sadorus Township）是位於美國伊利諾伊州尚佩恩縣的一個行政鎮區。

## 地方資料
根據2010年美國人口普查的數據，薩多拉斯鎮區的面積為98.30平方千米，當中陸地面積為98.20平方千米，而水域面積為0.10平方千米。當地共有人口962人，而人口密度為每平方千米9.79人。